# Hunelle
Hunelle är ett vattendrag i Belgien.   Det ligger i provinsen Hainaut och regionen Vallonien, i den centrala delen av landet, 50 km sydväst om huvudstaden Bryssel.
Trakten runt Hunelle består till största delen av jordbruksmark. Runt Hunelle är det ganska tätbefolkat, med 93 invånare per kvadratkilometer.